# Medal „Za odbudowę przedsiębiorstw metalurgii żelaznej południa”
Medal „Za odbudowę przedsiębiorstw metalurgii żelaznej południa” (ros. Медаль «За восстановление предприятий чёрной металлургии юга») – radziecki medal cywilny.
Medal został ustanowiony dekretem Rady Najwyższej ZSRR z 18 maja 1948 roku dla nagrodzenia osób zasłużonych w odbudowie zakładów przemysłu stalowego na południu ZSRR, statut został częściowo zmieniony dekretem z dnia 23 czerwca 1951 roku.

## Zasady nadawania
Zgodnie z dekretem z dnia 18 maja 1948 roku uprawnionymi do otrzymania medalu byli robotnicy, inżynierowie, urzędnicy i pracownicy przedsiębiorstw, którzy zasłużyli się w pracy w czasie odbudowy zniszczonych w trakcie wojny hut i zakładów przemysłu stalowego na południu ZSRR, głównie na terenie Donbasu.
Łącznie nadano ok. 68 tys. medali.

## Opis odznaki
Odznakę stanowi okrągły krążek wykonany z mosiądzu o średnicy 32 mm. 
Na awersie znajduje się wizerunek pieca hutniczego, z boku postać hutnika, tło stanowi słońce z rozchodzącymi się promieniami. W dolnej części wieniec laurowy z pięcioramienną gwiazdą, w górnej napis ЗА ВОССТАНОВЛЕНИЕ ПРЕДПРИЯТИЙ ЧЕРНОЙ МЕТАЛЛУРГИИ ЮГА (pol. „ZA ODBUDOWĘ PRZEDSIĘBIORSTW METALURGII ŻELAZNEJ POŁUDNIA”).
Na rewersie w górnej części sierp i młot, a pod nim napis ТРУД В СССР – ДЕЛО ЧЕСТИ (pol. „PRACA W ZSRR – SPRAWA HONORU”).
Medal zawieszony był na pięciokątnej blaszce obciągniętej wstążką koloru niebieskiego szer. 24 mm, w środku pasek koloru ciemnoniebieskiego o szer. 8 mm, z wąskimi paskami koloru białego, po jego bokach paski koloru jasnoniebieskiego o szer. 5 mm a następnie wąskie paski koloru ciemnoniebieskiego.